# Leptogeneia bicristata
Leptogeneia bicristata är en fjärilsart som beskrevs av Edward Meyrick 1904. Leptogeneia bicristata ingår i släktet Leptogeneia och familjen stävmalar. Inga underarter finns listade i Catalogue of Life.